# Năvodari
Năvodari là một thị xã thuộc hạt Constanța, România. Dân số thời điểm năm 2002 là 32400 người.